# Agabus cephalotes
Agabus cephalotes är en skalbaggsart som beskrevs av Reiche 1861. Agabus cephalotes ingår i släktet Agabus och familjen dykare. Inga underarter finns listade i Catalogue of Life.